# ضريح القباب السبع
ضريح القباب السبع أو قباب السبع بنات يقع حالياً بشارع السّبع بنات بالقرافة الكُبرى جنوب الفسطاط، وهو عبارة عن سبعة أضرحة فقدت جميعها القباب المقامة، بناها الخليفة الفاطمي الحاكم بأمر الله تعلوها قباب وذلك عام 400هـ/ 1010م،  ودفن فيها أربعة من كبار رجال الدولة من عائلة المغربي، اتهمهم بالخيانة وقتلهم. كما دفن فيها عدداً من قواده.

## التسمية
يطلق العامة على هذه القباب اسم «قباب السبع بنات» وهو اسم غير معروف أصله. وكانت القباب قد تهدمت أواخر العصر الفاطمي ثم جُدد بناؤها وأطلق عليها اسم «مصلى الشريفة». وتم التجديد والبناء في العصر الأيوبي على يد محمد بن عبد الله بن الأرسوفي الشامي التاجر سنة 577هـ (1181م). ثم حرف الاسم بعد ذلك وأصبح «قبة خضرة الشريفة» ويعلل البعض ذلك باحتواء القباب على رفات أحد أفراد البيت الفاطمي وهو ولي العهد «عبد الرحيم بن إلياس» ربيب الحاكم بأمر الله- أي ابن زوجته- وكانت زوجة عم الحاكم وتزوجها بعد وفاة عمه.

## الوصف
يتكون كل ضريح من الأضرحة الأربعة من ثلاث طبقات، الطبقة السفلى مبنية من الحجر المنحوت وهي مربعة في وسط كل ضلع من أضلاعها فتحة يعلوها عقد. الطبقة الثانية مبنية بالآجر وتمثل منطقة الانتقال من المربّع السفلي على المثمن العُلوي وقد استخدمت أربعة مقرنصات في الأركان الأربعة بينها أربع نوافذ يعلو كل منها عقد. الطبقة الثالثة مبنية بالآجر مثمنة الشكل وتمثل الرقبة التي تبنى فوقها القبة، وفي كل ضلع من أضلاع الرقبة فتحة صغيرة. كسيت المباني بطبقة سميكة من الجص بقيت أجزاء كثيرة منها على الجدران الداخلية أما من الخارج فقد تساقط معظمها. لكل ضريح مدخل في الضلع الشمالي منه، ويحيط به فناء منفصل مربع الشكل. وقد تساقطت القباب في الأضرحة الأربعة.
تبقى من هذه الأضرحة أربعة فقط سقطت قبابها وكلها تقع على مِحُور واحد كل واحد منها مربع الشكل طول ضلعة من الخارج حوالي 6.5 متر، ومن الداخل 4.25 متر. وكل ضريح به محراب في جدار القبلة ماعدا واحد فقط يحتوى على محرابين. دفن القتلى من عائلة المغربي في المقابر التي أعدها لهم الخليفة الحاكم ووضع في كل مقبرة لوحة من الرخام تحمل اسم من دُفن فيها منهم. ويوجد بمتحف الفن الإسلامي بالقاهرة قطعة من الزجاج برقم 13966 مزخرفة بأسلوب البريق المعدني تمثل جزءا من قارورة عليها كتابة بالخط الكوفي تتضمن اسم كبير عائلة المغربي «أبو الحسن على بن الحسين».